# مسجد النور (باتو ميراه)
مسجد النور (بالاندونيسية: Masjid An-Nur Batu Merah) هو مسجد يقع في قرية باتو ميراه في منطقة سيريماو في امبون بمقاطعة مالوكو، تأسس المسجد في عام 1575 من قبل إبراهيم سفاري هتالا، أول ما بني المسجد كانت مساحته 10 متر في 15 متر، مع بناء بسيط وقبة مخروطية الشكل.

## التجديد
تمت إعادة تجديد المسجد في عام 1605، وتحول بناء المسجد لمبنى، التجديد الثاني تم في عام 1805 من قبل الملك عبد الرحمن هالاتا، وفي عام 1924 تم ترميم المبنى في عهد الملك عبد الواحد اوهوريلا وفي هذا الترميم لم يلغي النموذج الأصلي للمسجد، في الفترة بين عامي (1973 - 1974) تم ترميم المسجد من قبل الملك أحمد اوهوريلا، وفي عام 1988 تم ترميم المسجد عن طريق استبدال وتجميل الجدران التي تحيط بالمسجد مع بناء أعمدة إسمنت صغيرة.